# Zamek w Dundadze
Zamek w Dundadze (łot. Dundagas pils, niem. Schloss Dondangen) –  zamek w mieście Dundaga na Łotwie.
Średniowieczny zamek na Łotwie, wybudowany w drugiej połowie XIII w. W XIV w. był własnością zakonu krzyżackiego (Kawalerowie Mieczowi). W 1434 kapituła katedralna biskupstwa ryskiego sprzedała warownię biskupowi kurlandzkiemu. W 1559 król Danii Fryderyk II (1534–1588) przekazał go swemu bratu biskupowi Magnusowi (1540–1583). Kolejnym właścicielem był Friedrich von Bülow (zm. 1652), który ożenił się z Anną von Maydell. Jego drugą żoną była Anna Sibylla von der Osten.

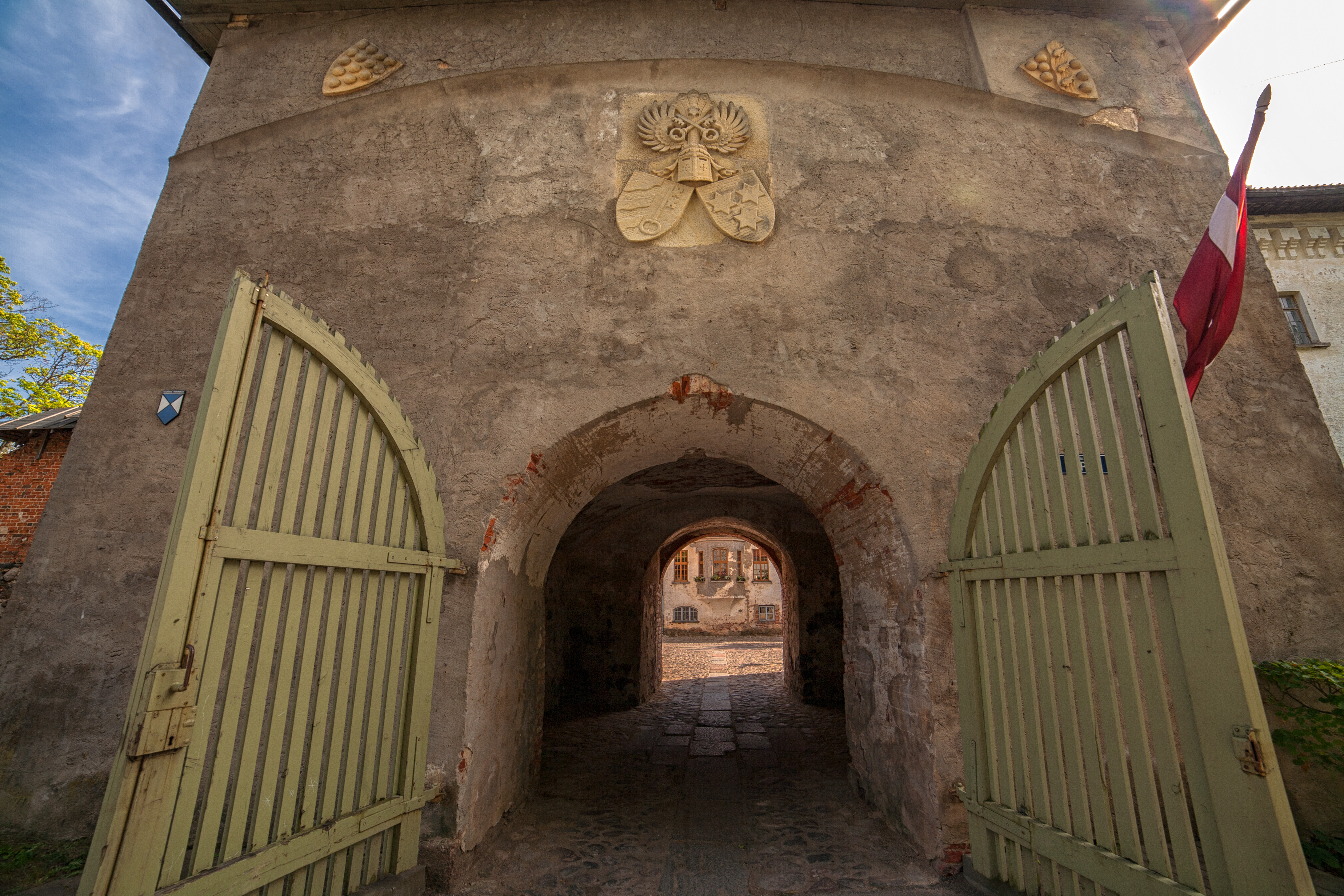
Brama z herbami Bülow, Maydell
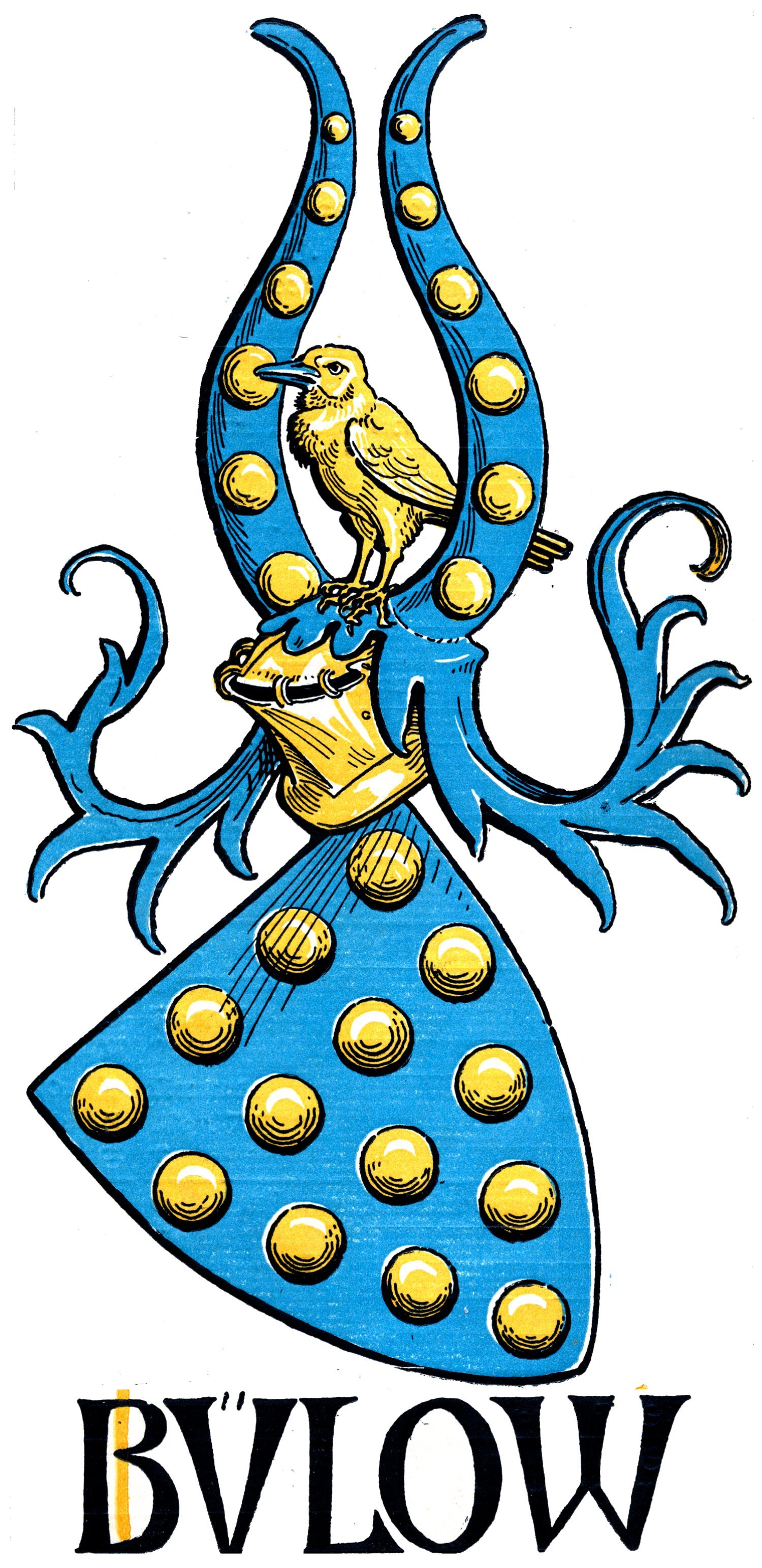
Herb Friedricha von Bülowa
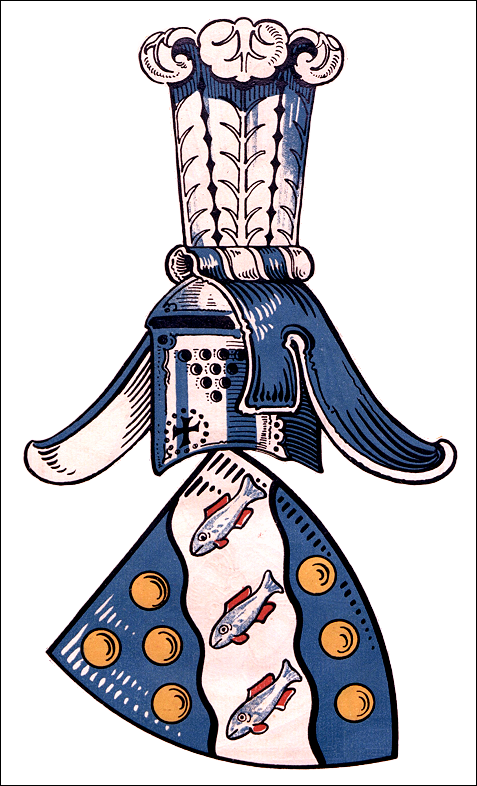
Herb Anny von Maydell
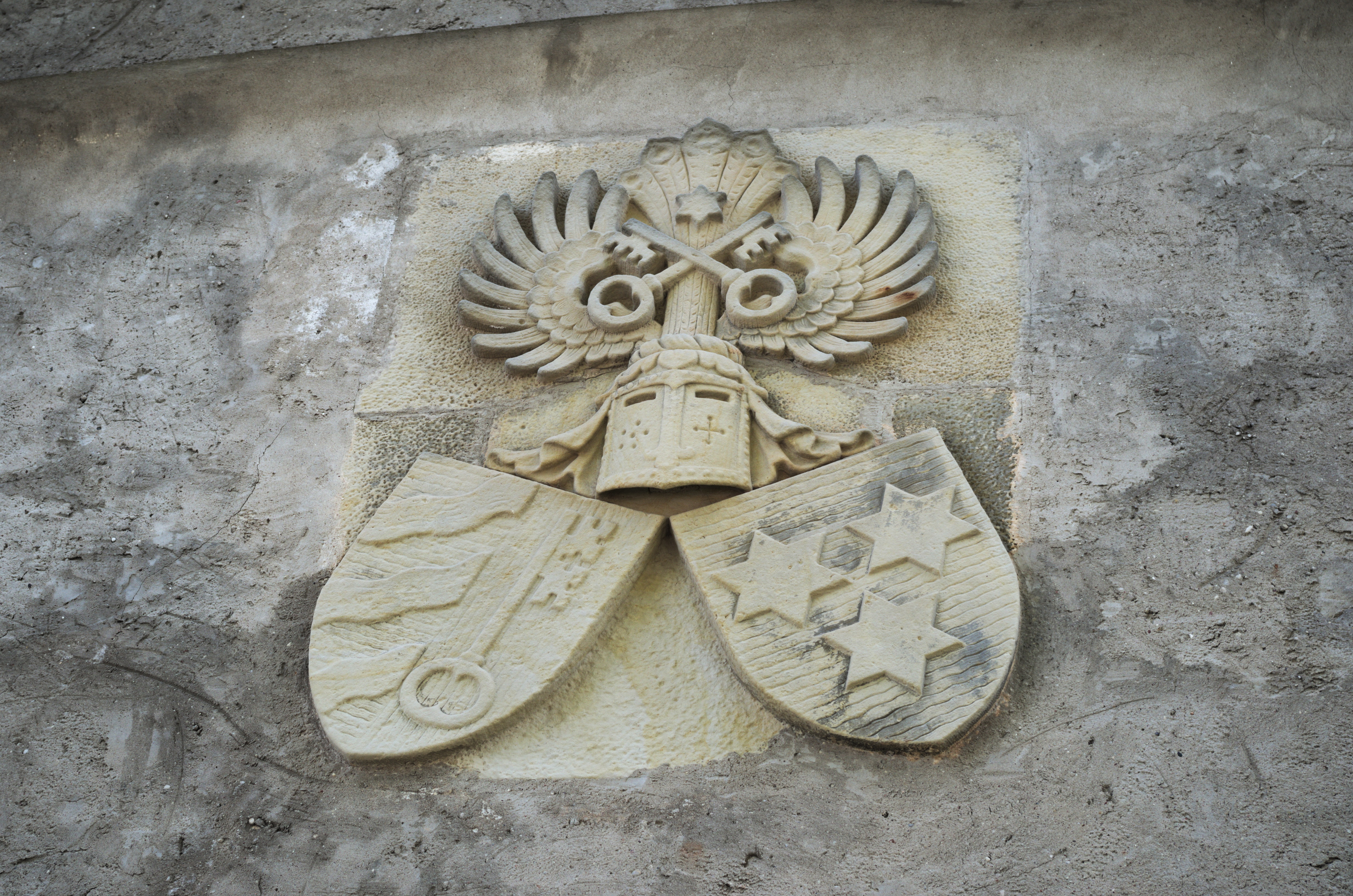
Herb Anny von der Osten
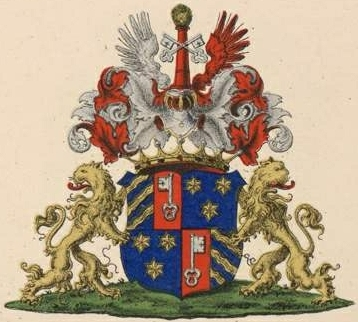
Herb Anny von der Osten
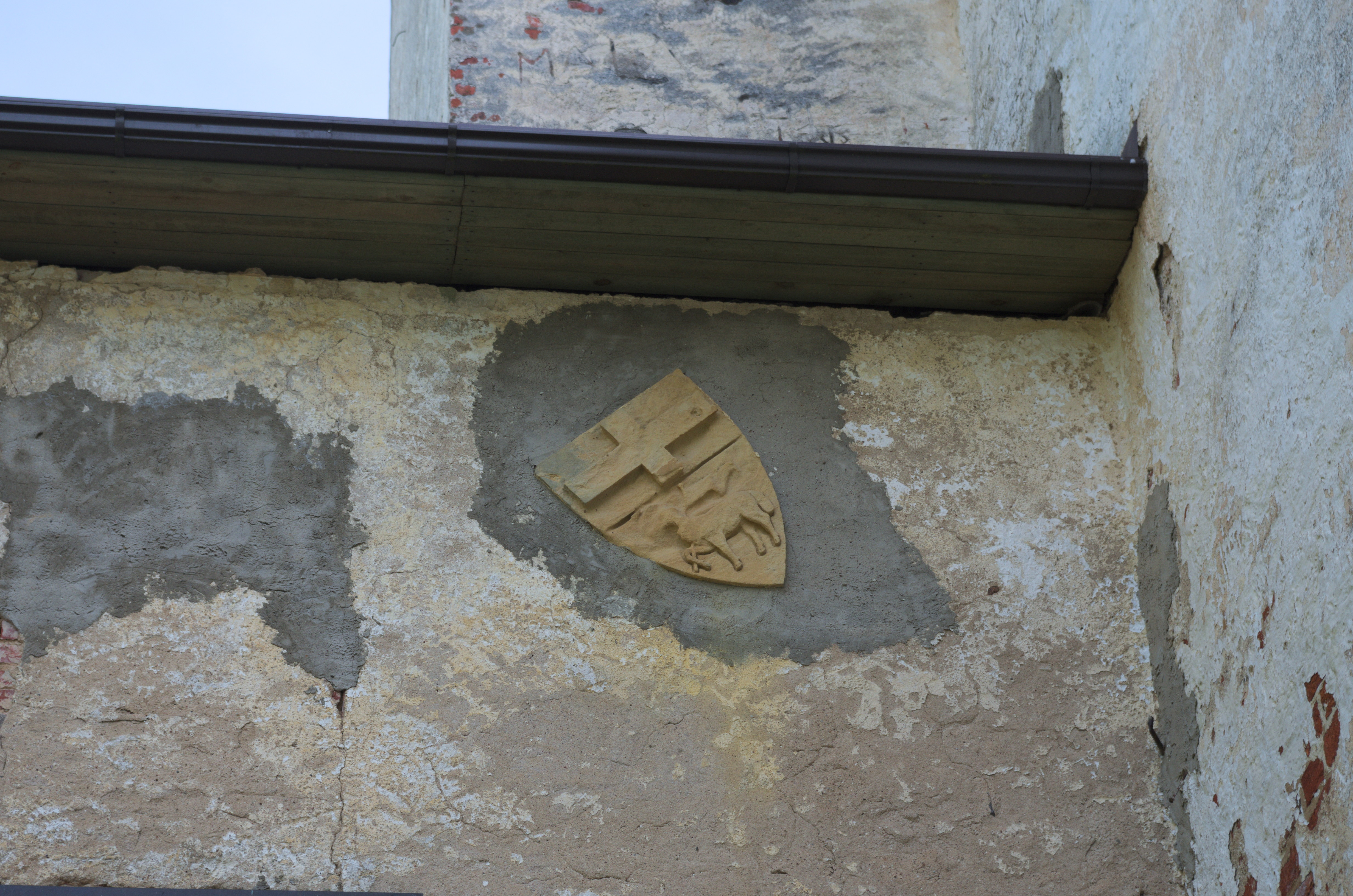
Herb biskupstwa kurlandzkiego
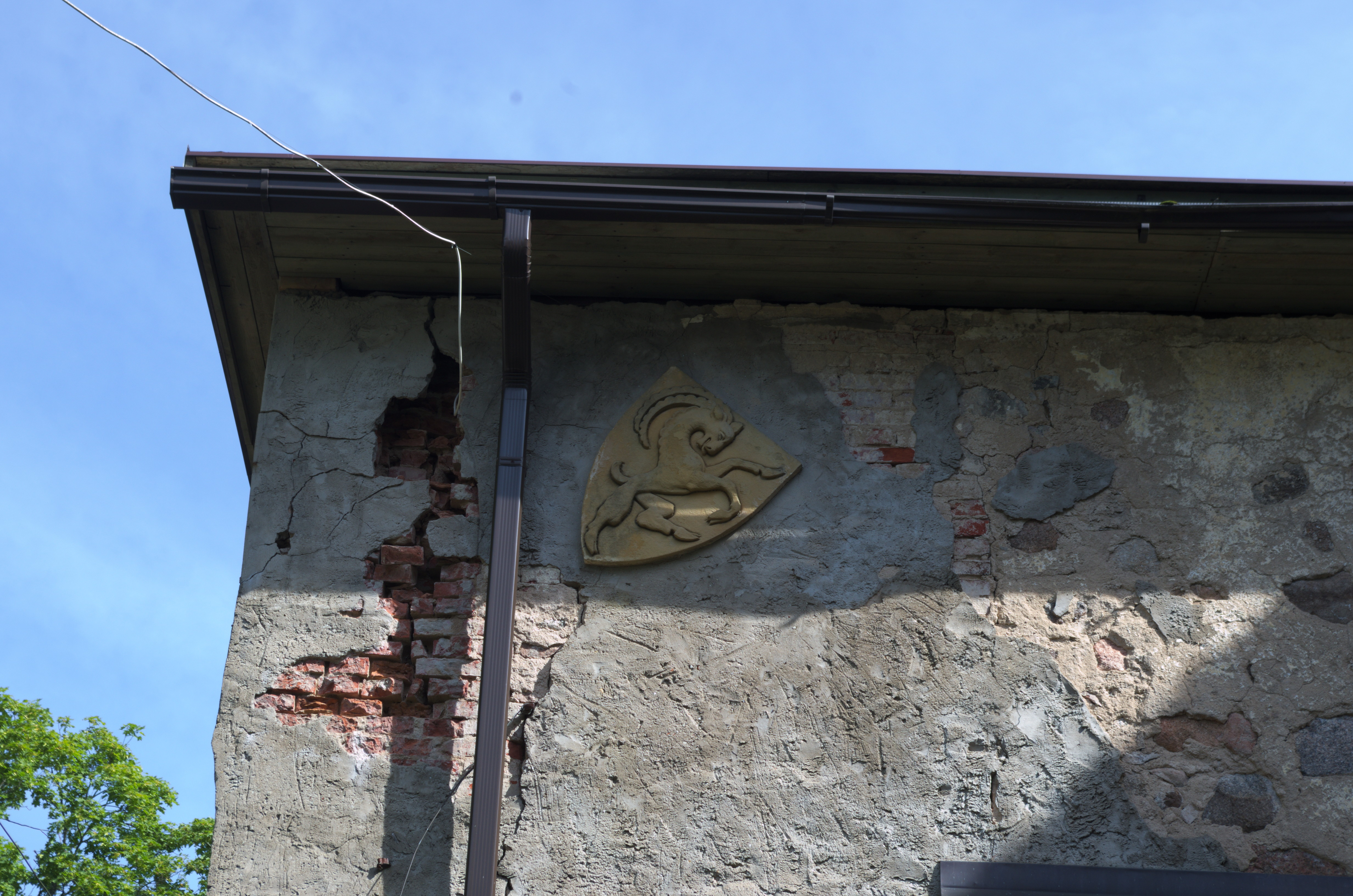
Herb